# Phryneta flavescens
Phryneta flavescens är en skalbaggsart som beskrevs av Stefan von Breuning 1954. Phryneta flavescens ingår i släktet Phryneta och familjen långhorningar. Inga underarter finns listade i Catalogue of Life.